# 貨幣幻覺
在經濟學上，貨幣幻覺（英語：Money illusion），又稱金錢幻覺，是指人們傾向於認定貨幣的名目，而非實際價值。換句話說，金錢的面額數字（名目價值）常被誤認為其購買力（實際價值）。因為通貨膨脹，貨幣的實際購買會隨時間變化，貨幣的實際購買力不會與其名目價值一致，因此可能產生貨幣幻覺。這個假說被用來反對貨幣中立性。
凱恩斯學派認為，因為存在貨幣幻覺，即使出現通貨緊縮，勞工也不會願意將自己的名目工資調低，工資僵固性造成了失業的產生。新古典經濟學派否認有貨幣幻覺的存在。

## 歷史
貨幣幻覺這個詞彙是在二十世紀初期由凱恩斯創造的，費雪於1928年寫了一本以此為題的重要書籍。凱恩斯認為，因為動物精神的影響，勞工不願意接受將名目工資調低的行為，造成工資向下僵固性。
貨幣學派與理性預期學派反對貨幣幻覺的存在，他們堅持認為人們面對自己的財富時行為十分理性（亦即認定實際價值）。米爾頓·佛利民認為，在進行工資談判時，勞工會將通貨膨脹加入工資的調整中，完全抵消貨幣幻覺。他據此提出自然失業率。
行為經濟學的實驗，支持貨幣幻覺的存在。Shafir、Diamond與阿摩司·特沃斯基的論文 (1997)提供了關於此效應存在的壓倒性經驗證據，打從那時起，此一效應持續被證明在各種實驗或真實狀況下都會影響人的行為。新興凱恩斯學派提出效率工資，來解釋自然失業率的存在。

## 經濟學理論
貨幣幻覺在三個方面影響人的經濟行為：
- 價格僵固性。當通膨造成實際價格持續降低或成本持續升高時，貨幣幻覺被視為名目價格變化緩慢的其中一個理由。
- 合約與法律並不如理性預期般會頻繁按照通貨膨脹指數進行調整。
- 社會論述，不論是在正式媒體上或更為一般的溝通過程中，都反映出對名目與實際價值的混淆。